# 盧庫薩希河
盧庫薩希河（Lukasashi River）是非洲國家的河流，屬於盧安瓜河的支流，河道全長約19公里，位於贊比亞中央省塞倫傑以西70公里，右支流有倫塞姆富瓦河。
12°58′S 30°46′E / 12.967°S 30.767°E